# Provincia di Nampula
La provincia di Nampula è una provincia del nord-est del Mozambico. Prende il nome dal suo capoluogo Nampula.

## Geografia fisica
La provincia confina a nord con le province di Niassa e Cabo Delgado, a est e a sud si affaccia sull'Oceano Indiano, e ad ovest confina con la provincia di Zambezia. Lungo la costa si stende un'ampia pianura. Il confine settentrionale è segnato dal fiume Lùrio, fino alla foce nell'Oceano Indiano. Altri fiumi che dall'altopiano occidentale defluiscono verso l'oceano sono il Mocombùri, il Monapo,il Melùli e il Ligonha, che segna larga parte del confine occidentale.
Il capoluogo Nampula è situato nell'area centrale della provincia.
La provincia include alcune isole, fra cui l'isola di Mozambico, dichiarata patrimonio dell'umanità dall'UNESCO nel 1991.

## Geografia antropica

### Suddivisioni amministrative
La provincia è divisa nei seguenti distretti:
- Angoche
- Eráti
- Lalaua
- Malema
- Meconta
- Mecubúri
- Memba
- Mogincual
- Mogovolas
- Moma
- Monapo
- Mossuril
- Muecate
- Murrupula
- Nacala-a-Velha
- Nacarôa
- Nampula
- Ribáuè